# Ron Kovic
Ronald Lawrence Kovic (Ladysmith, Wisconsin, SAD, 4. srpnja 1946.), američki je mirovni aktivist i publicist koji je služio u američkim marincima u vijetnamskom ratu u kojem je ostao invalid te se okrenuo protiv rata. Najpoznatiji je po autobiografskoj knjizi Born on the Fourth of July koja je adaptirana u istoimeni film gdje je njegov lik tumačio Tom Cruise. 

## Životopis
Ron Kovic rođen je 1946. godine od oca Hrvata i majke Irkinje. Odrastao u katoličkoj obitelji gdje su se njegovale tradicionalne vrijednosti, uključujući domoljublje. Zbog toga je nakon završetka srednje škole 1964. godine, umjesto odlaska na koledž, odlučio pristupiti marincima kao dragovoljac. U prosincu 1965. godine poslan je u Vijetnam, gdje je služio godinu dana i gdje se je, ponovo vratio, opet kao dragovoljac, 1967. godine. U listopadu iste godine njegova je postrojba upala u sjevernovijetnamsku zasjedu. Kovic je u okršaju slučajno ubio pripadnika vlastite postrojbe. Dana 20. siječnja 1968. godine prigodom napada na jedno selo pogođen je s dva metka, od kojih mu je jedan oštetio kralježničnu moždinu i učinio ga trajnim invalidom. Ostao je paraliziran od prsa na dolje. Nakon dugotrajnoga liječenja u veteranskim bolnicama i otpusta iz službe, Kovic je postupno počeo preispitivati svoj stav prema ratu, a što je kulminiralo u proljeće 1970. godine i koincidiralo s  masakrom na Kent Stateu. Kovic je nakon toga odlučio javno progovoriti protiv rata te se je priključio organizaciji Vijetnamski veterani protiv rata; kao njen član sudjelovao je u nekoliko spektakularnih prosvjednih akcija, zbog kojih je više puta uhićen. Postao je jednom od najpoznatijih osobnosti protivratnog pokreta, a 1974. godine napisao je knjigu koja će postati bestseler. Godine 1976. američka Demokratska stranka pozvala ga je govoriti na njezinoj izbornoj konvenciji. Nakon završetka vijentnamskog rata, Kovic je nastavio s protivratnim aktivizmom, organizirajući prosvjedne akcije uoči i za vrijeme prvog zaljevskog rata (1990. – 1991.), te uoči i za vrijeme rata u Iraku. Sudjelovao je i u akcijama potpore Palestincima u Pojasu Gaze. Ron Kovic se 1970-ih sprijateljio s glumicom i protivratnom aktivisticom Jane Fondom, koja je na temelju Kovica osmislila izmišljenog lika u znamenitom filmu Povratak ratnika.

## Djela
- Born on the Fourth of July, McGraw-Hill, New York, 1976. (više izdanja i prevedeno na više jezika)
- Around The World In Eight Days, City Lights, San Francisco, 1984.
- A Dangerous Country, City Lights, San Francisco, 1987.